# Billette (architecture)
Pour les articles homonymes, voir Billette.
Une billette est un élément architectural décoratif, constitué d'un alignement de petits cylindres sculptés dans la pierre.
Les illustrations ci-dessous sont extraites du Dictionnaire raisonné de l'architecture française du XIe au XVIe siècle, d'Eugène Viollet-le-Duc, en 1856.

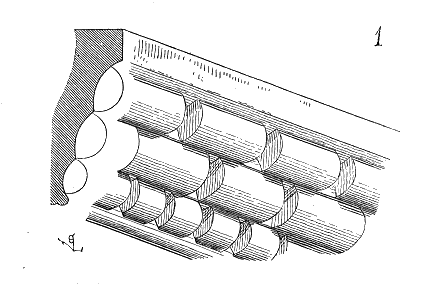
Billettes d'un tailloir de la collégiale Notre-Dame de Poissy.
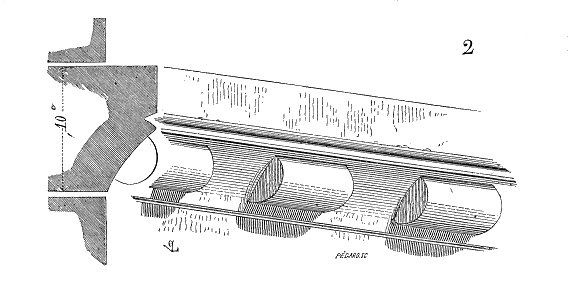
Billettes de l'église Saint-Étienne de Nevers.
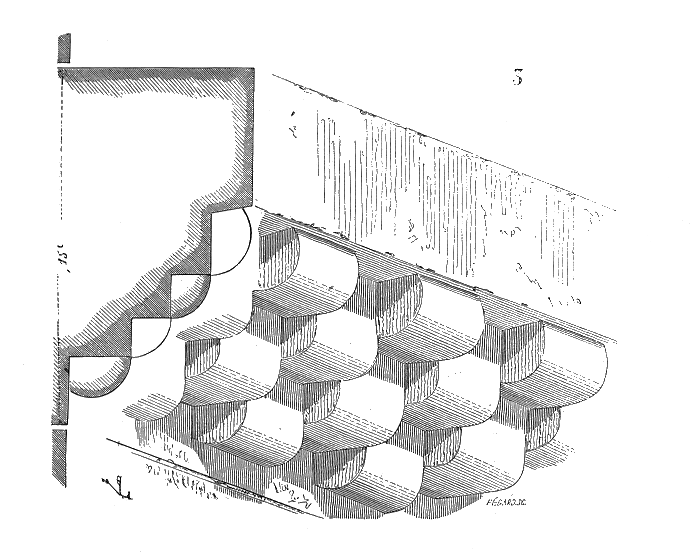
Billettes d'une corniche extérieure de la basilique Saint-Sernin de Toulouse.
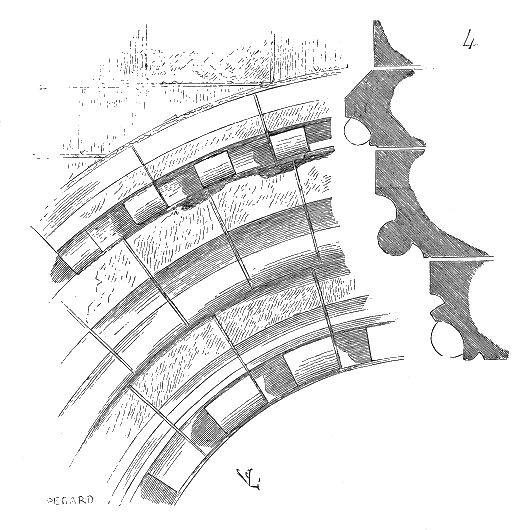
Billettes d'une des archivoltes des fenêtres de la tour Saint-Romain de la cathédrale Notre-Dame de Rouen.